# Damüls

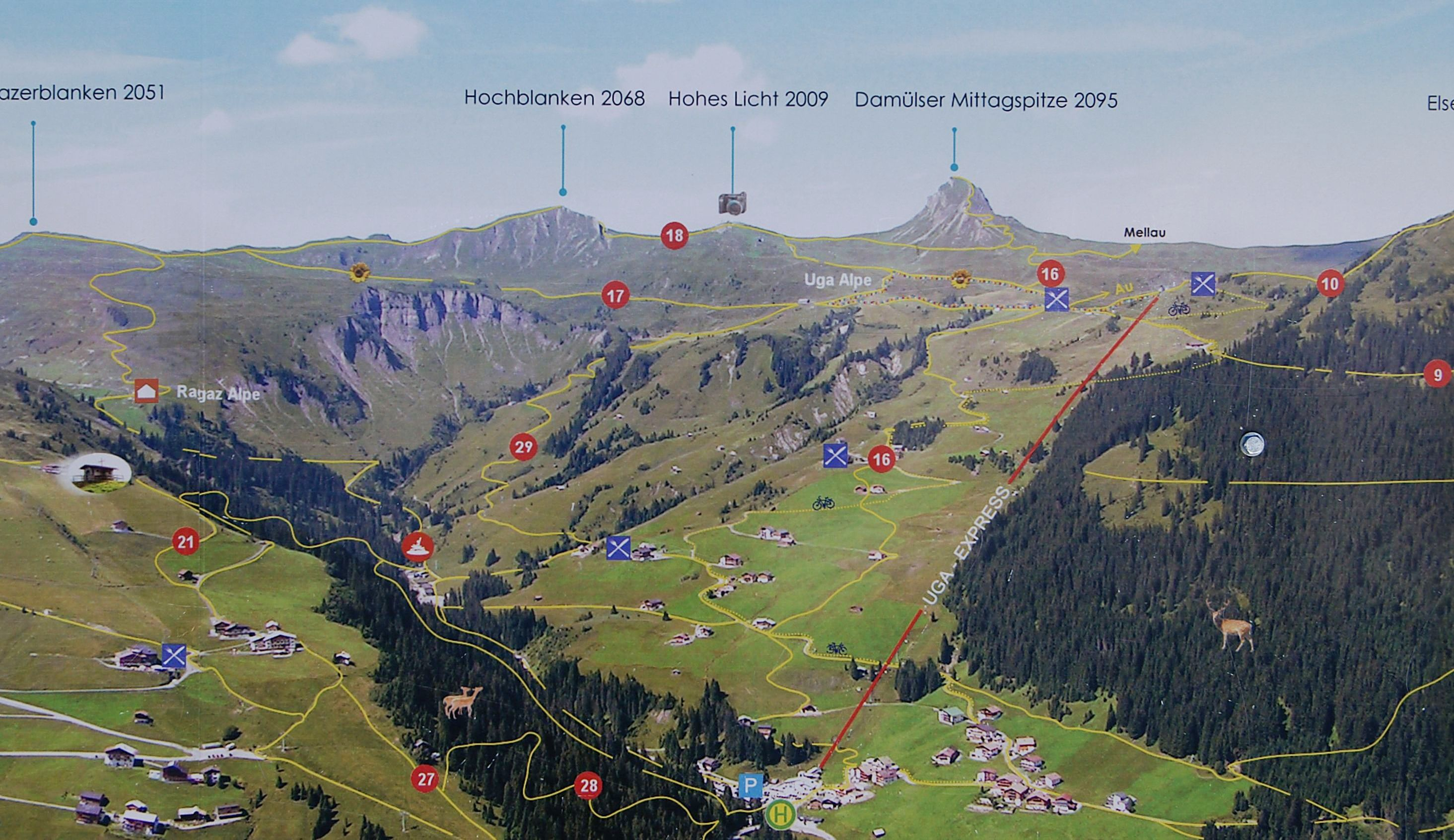
Lift- und Wegplan Damüls

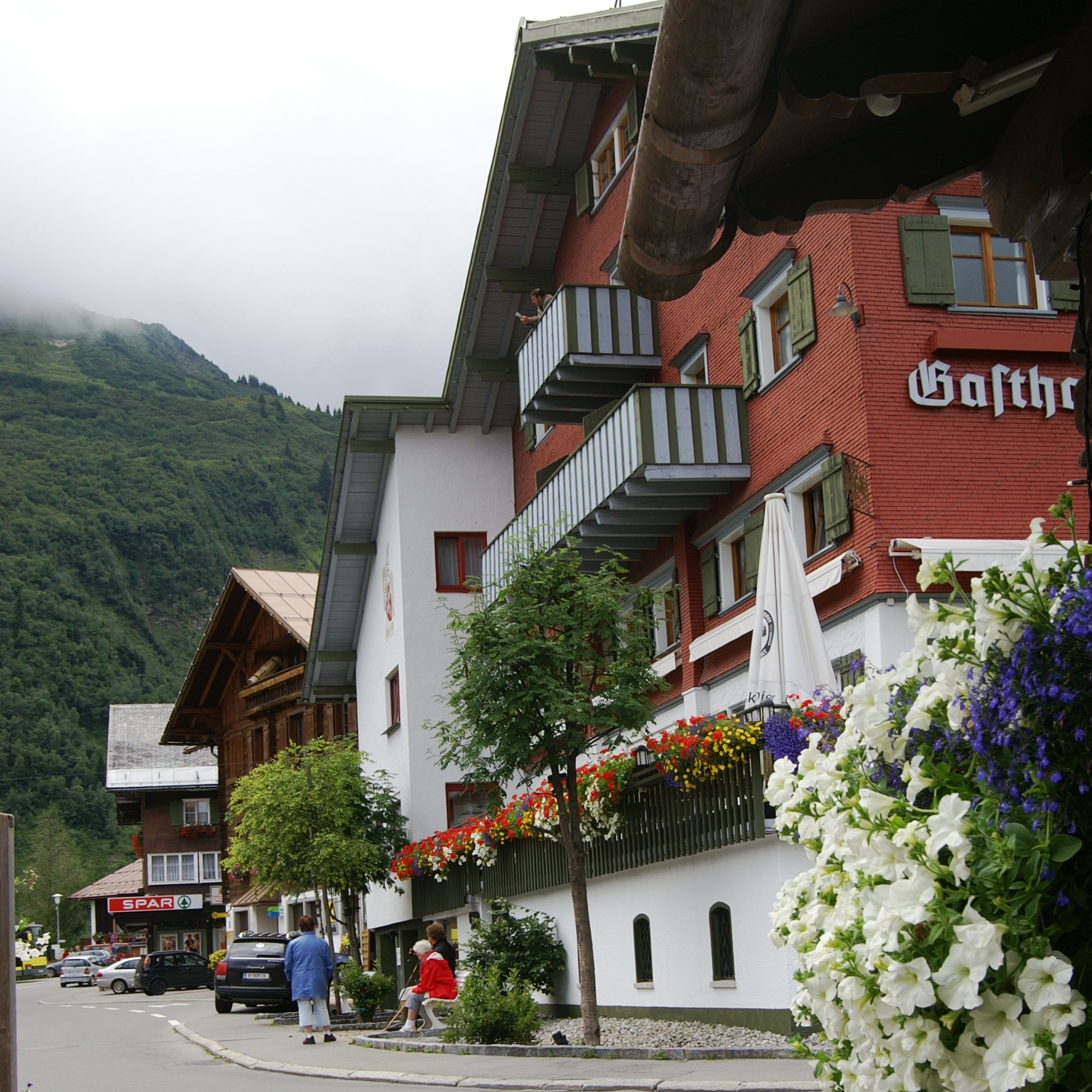
Ortskern von Damüls

Damüls ist eine vom Tourismus geprägte Gemeinde und ein gleichnamiges Kirchdorf im Bezirk Bregenz im österreichischen Bundesland Vorarlberg mit 339 Einwohnern (Stand 1. Jänner 2025) und zählt wie beispielsweise auch Lech, Ebnit oder Mittelberg zu den Vorarlberger Walserdörfern.

## Geografie
Damüls ist der höchstgelegene Urlaubsort zwischen dem Bregenzerwald und dem Großen Walsertal und liegt im westlichsten Bundesland Österreichs, Vorarlberg, im Bezirk Bregenz auf 1429 Metern Höhe. Die Gemeinde befindet sich im Tal des Argenbachs, eingebettet zwischen den Damülser Bergen im Norden, und Zitterklapfengruppe des Lechquellengebirges und der Glatthorngruppe am Faschinajoch im Süden. 17,7 % der Fläche sind bewaldet, 60,0 % der Fläche Alpen.
Das Gemeindegebiet ist durch das gleichnamige Skigebiet erschlossen und bietet auch in der Sommersaison eine gute Infrastruktur für Wander- und Bergtourismus. 2006 bekam Damüls den Titel „Schneereichstes Dorf der Welt“ verliehen; im Schnitt fallen pro Saison 9,30 Meter Neuschnee.
Es existieren keine weiteren Katastralgemeinden in Damüls.

### Nachbargemeinden
|          | Mellau                                      |            |
| Dornbirn | Kompassrose, die auf Nachbargemeinden zeigt | Au         |
| Laterns  | Blons                                       | Fontanella |

Damüls ist eine von zwei Vorarlberger Gemeinden, die an alle politischen Bezirke des Landes grenzt. Im Bezirk Bregenz liegend grenzt Damüls an die Stadt Dornbirn im Bezirk Dornbirn, an Laterns im Bezirk Feldkirch, an Blons und Fontanella im Bezirk Bludenz sowie an die Gemeinden Mellau und Au im gleichen Bezirk wie die Walsergemeinde. Es ergibt sich somit eine gemeinsame Gemeindegrenze mit sechs anderen Gemeinden.

## Geschichte
Im Spätmittelalter (um 1300) verließen Menschen aus dem Schweizer Kanton Wallis wegen großer Armut ihre Heimat und suchten sich neue Lebensräume. In Vorarlberg, im Westen Tirols und in Graubünden wurden diesen später Walser genannten Auswanderern abgelegene, unwegige und unerschlossene Täler zur Rodung und Besiedelung zur Verfügung gestellt (Alpe Uga). Die erste urkundliche Erwähnung von Damüls stammt aus einer Lehensurkunde vom 29. Mai 1313 von den Grafen von Montfort. Die Besitzer waren freie Bauern auf freier Scholle, mussten jedoch den Grafen bei Bedarf mit Schild und Speer dienen.
1390 kam Damüls mit der Herrschaft Feldkirch an Österreich.
Bis 1806 besaß Damüls mit Fontanella ein eigenes Gericht (sogenanntes Obergericht). Die Gemeinde Damüls kam am 1. Juni 1870 vom Bezirk Bludenz in den Bezirk Bregenz.

### Bevölkerungsentwicklung
Am 1. Jänner 2008 lag der Anteil der Bevölkerung mit nicht-österreichischer Staatsbürgerschaft bei 8,9 %. Der Anteil der nicht in Österreich Geborenen lag bei 11,1 %.

## Kultur und Sehenswürdigkeiten
- Katholische Pfarrkirche Damüls hl. Nikolaus: Die Kirche liegt in exponierter Lage über der Siedlung und ist im SW vom Friedhof umgeben. Sie wurde an Stelle einer 1392 urkundlich erwähnten Kapelle im gotischen Baustil 1484 von Rolle Maiger aus Röthis neu aufgebaut und zwischen 1693 und 1733 barockisiert. Die 1950 freigelegten Fresken stellen die sogenannte „Armenbibel“ dar. Für das Gebäude wurde teilweise Kalktuff verwendet.[4]
- Kapelle Stofel auf der Alpe Oberdamüls
- FIS-Skimuseum Damüls: Das Museum im ehemaligen Pfarrhof zeigt Exponate zur Heimatgeschichte und zur langen Geschichte des Wintersports in Damüls. Der Eintritt ist frei.[5][6]
- Gemeindeamt Damüls

- Naturdenkmal Strasse bei der Alpe Brand auf etwa 1650 m ü. A.

## Wirtschaft und Infrastruktur

### Tourismus

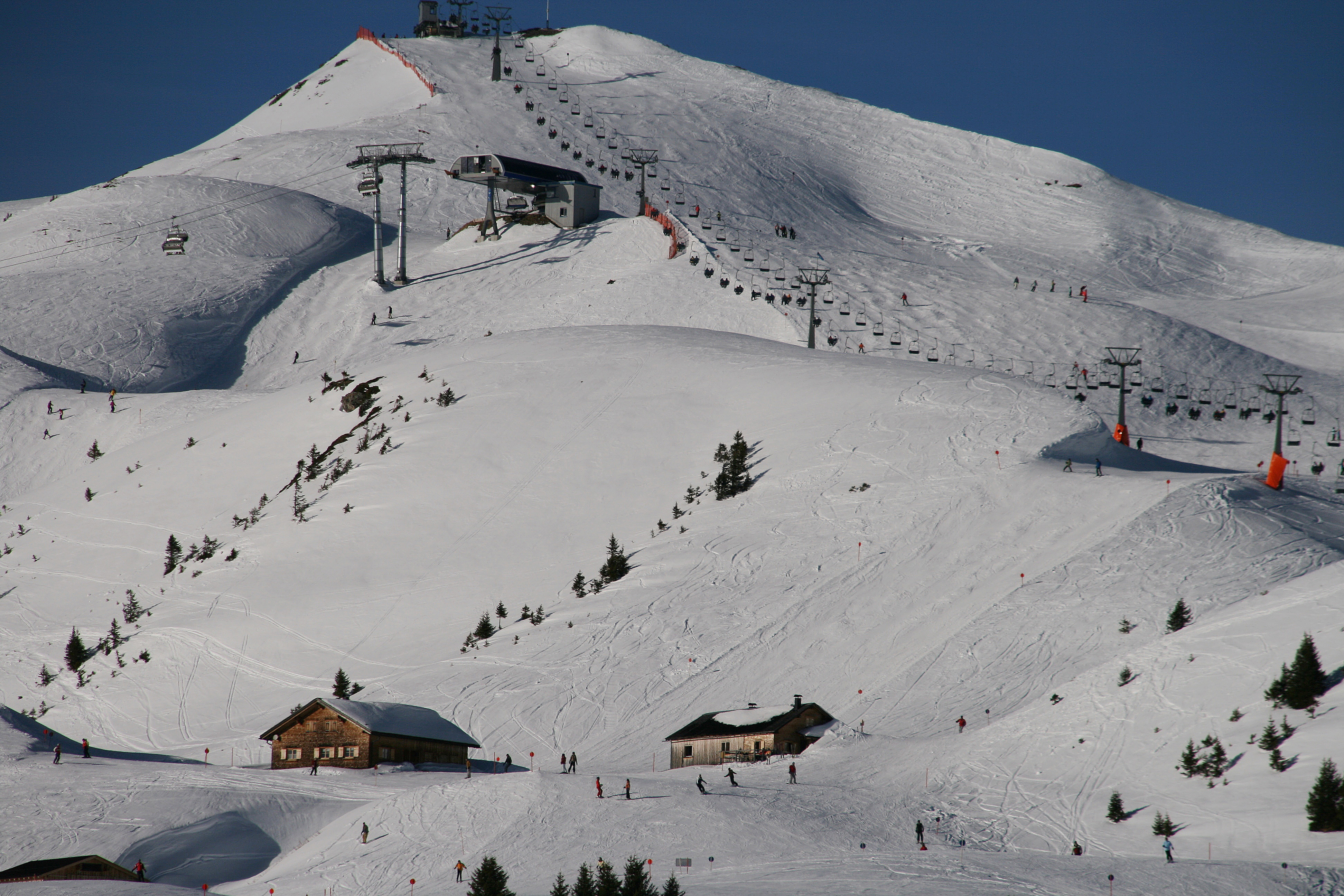
Damüls ist Teil des Skigebiets Faschina–Damüls–Mellau

Zum Stichtag der Volkszählung am 31. Oktober 2011 gab es in Damüls 83 Arbeitsstätten mit insgesamt 182 Beschäftigten, davon 8 Lehrlinge. Mit fast der Hälfte der Arbeitsstätten und mehr als einem Drittel der Beschäftigten ist der Tourismus der mit Abstand wichtigste Wirtschaftszweig. Im Tourismusjahr 2016/2017 wurden 280.317 Übernachtungen gezählt, Damüls ist damit der nächtigungsstärkste Ort des Bregenzerwalds.

### Wintersportdestination
Im Jahr 2009 wurde die Verbindung mit dem Skigebiet Mellau durch den Bau der Gipfelbahn (8-er Gondeln, Länge 1 851 Meter) fertiggestellt, was zu einer erheblichen Vergrößerung des Skigebiets führte. Heute arbeiten die vereinigten Bergbahnen Damüls–Mellau (Skigebiet Damüls Mellau) und die Seilbahnen Faschina (Skigebiet Faschina–Fontanella) zusammen, und bilden das Skigebiet Faschina–Damüls–Mellau. Durch diesen Zusammenschluss verfügt das Skigebiet über 109 Pistenkilometer. Im Sommer 2010 wurde die 6er-Sesselbahn Ragaz gebaut, die am 18. Dezember 2010 ihren Betrieb aufgenommen hat. 2014 wurde die aus dem Jahr 1982 stammende DSB Sunnegg durch eine moderne 6er Doppelmayr-Sesselbahn ersetzt. Durch die neue Anlage wird auch der zur Skiroute 3 führende Gratlift ersetzt. Die Anlage ist seit Winter 2014/2015 in Betrieb.

### Seismologische Station
Eine Erdbeben-Messstation der ZAMG befindet sich seit 1999 nördlich von Oberdamüls in 1602 m Höhe.

## Politik

### Gemeindevertretung

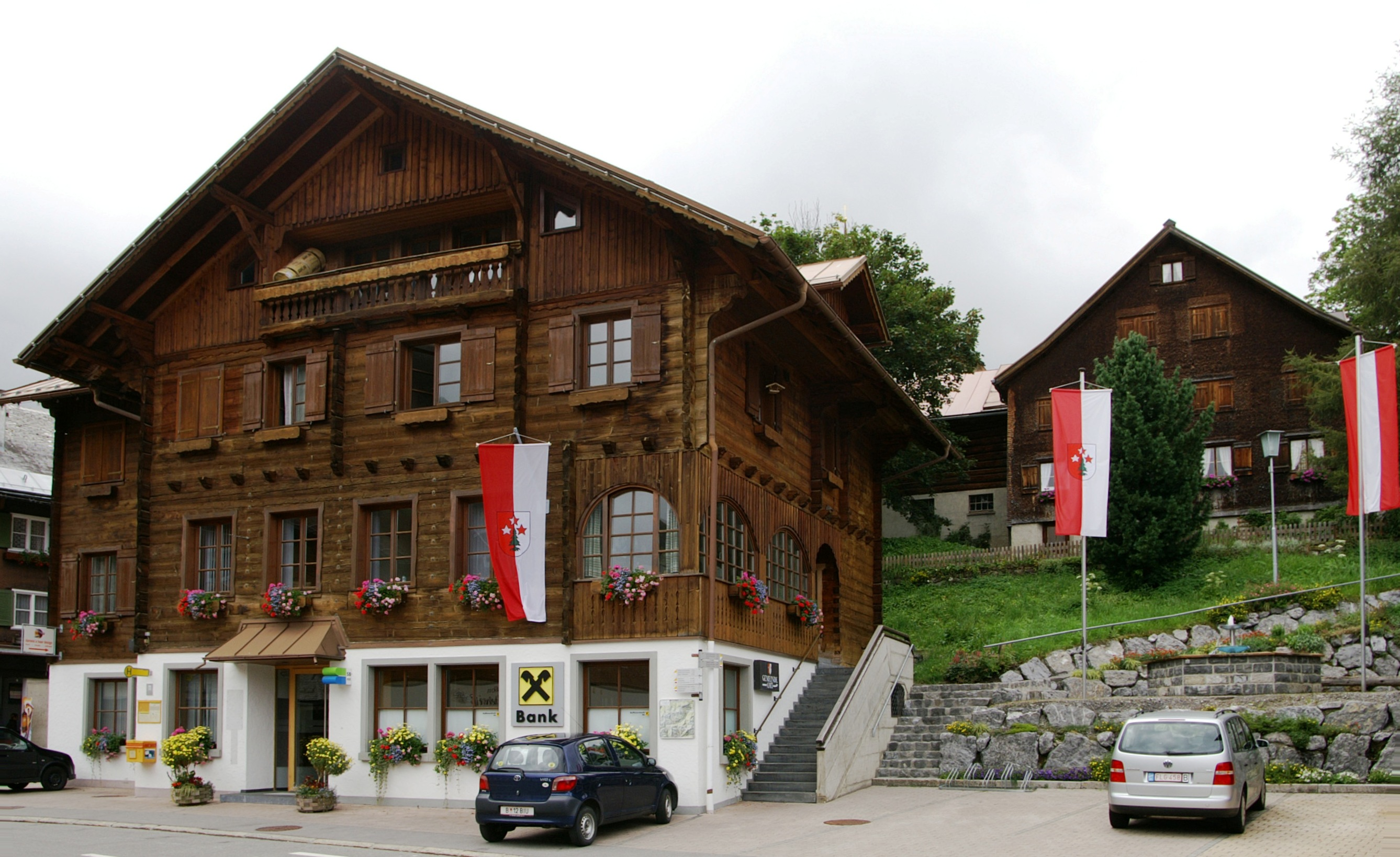
Gemeindeamt Damüls

In Vorarlberg wählen die Bürger alle fünf Jahre die Mitglieder der Gemeindevertretung durch Ankreuzen eines Listen-Wahlvorschlages bzw. durch Mehrheitswahl wenn kein Listenvorschlag vorliegt. Weiters den Bürgermeister durch Ankreuzen eines Wahlvorschlages.
Die Gemeindevertretung wählt in der konstituierenden Sitzung aus ihrer Mitte – sofern keine Wahl durch die Bürger zustande kam – gemäß § 61 Gemeindegesetz einen Bürgermeister und dann einen mindestens dreiköpfigen Gemeindevorstand. Die Zahl dieser „Gemeinderäte“ darf aber gemäß § 55 den vierten Teil der Zahl der Gemeindevertreter nicht übersteigen.
Der Bürgermeister führt den Vorsitz bei den generell öffentlichen Sitzungen der Gemeindevertretung, in denen kommunale Belange besprochen und Beschlüsse gefasst werden. Beobachter haben kein Mitspracherecht und kein Stimmrecht. Die Gemeindevertretung kann nach Bedarf Ausschüsse bestellen. Sitzungen des Gemeindevorstandes und der Ausschüsse sind nicht öffentlich.

#### Sitzverteilung nach den Wahlen
- Gemeindevertretungswahlen 1985: Unabh. Wählergem.- Bgm. Madlener-Liste 5, Allgem. Bürgerliste 4.[15]
- Gemeindevertretungswahlen 1990: Einheitsliste 9.[16]
- Gemeindevertretungswahlen 1995: Damülser Einheitsliste 9.[17]
- Gemeindevertretungswahlen 2000: Bürgerliste Damüls 5, Zuerst Damüls 4.[18]
- Gemeindevertretungswahlen 2005: Liste Damüls 2005 9.[19]
- Gemeindevertretungswahlen 2010: Liste Damüls 2010 9.[20]
- Gemeindevertretungswahlen 2015: Liste Damüls 9.[21]
- Gemeindevertretungswahlen 2020: Liste Damüls 9.[22]
- Gemeindevertretungswahlen 2025: Liste Damüls 9.[23]

### Bürgermeister
- 1945–1947 Franz Anton Domig[24]
- 1947–1950 Heinrich Türtscher[24]
- 1950–1955 Michael Madlener[24]
- 1955–1965 Anton Rützler[24]
- 1965–1970 Fridolin Strobl[24]
- 1970–1975 Anton Rützler[24]
- 1975–1990 Gustav Madlener[24]
- 1990–2010 Wilfried Madlener[24]
- seit April 2010 Stefan Bischof[25]

## Persönlichkeiten

### Ehrenbürger der Gemeinde
- Josef Abel (* 1929), verliehen am 23. März 2014[26]

## Fotogalerie

Ein Exponat der Dauerausstellung im FIS Skimuseum Damüls
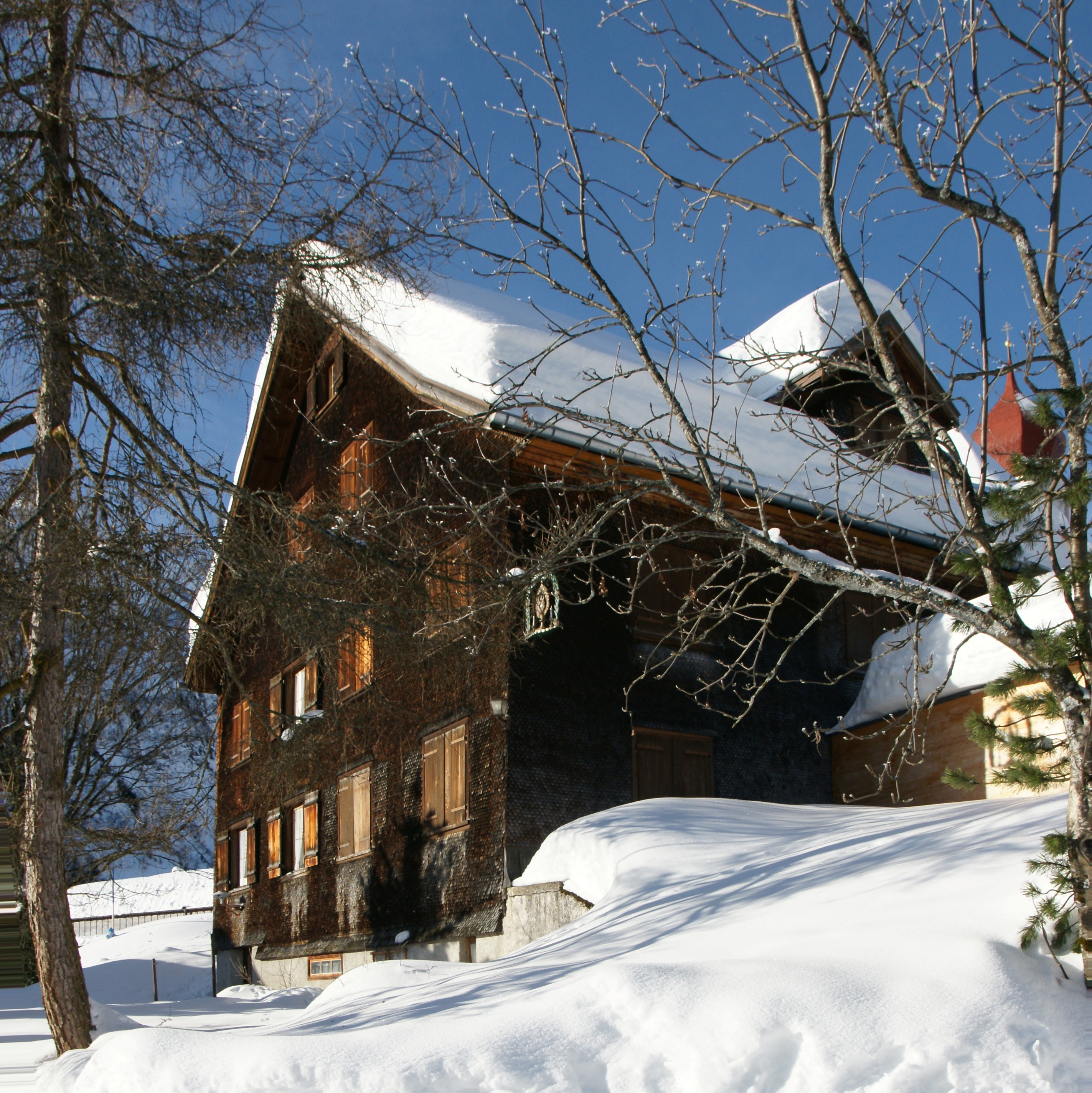
Pfarrhof Damüls
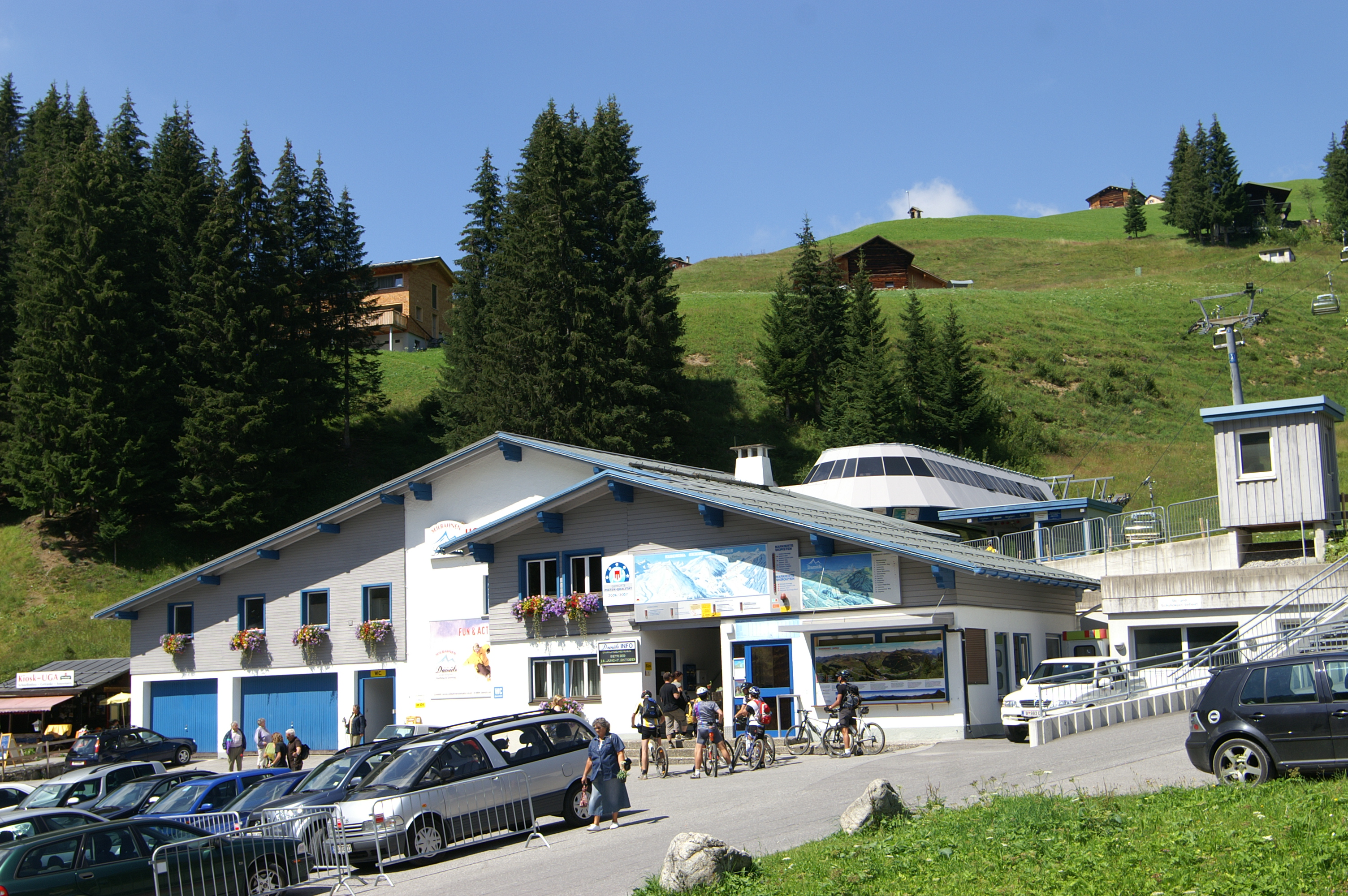
Talstation der „Uga“-Sesselbahn in Damüls
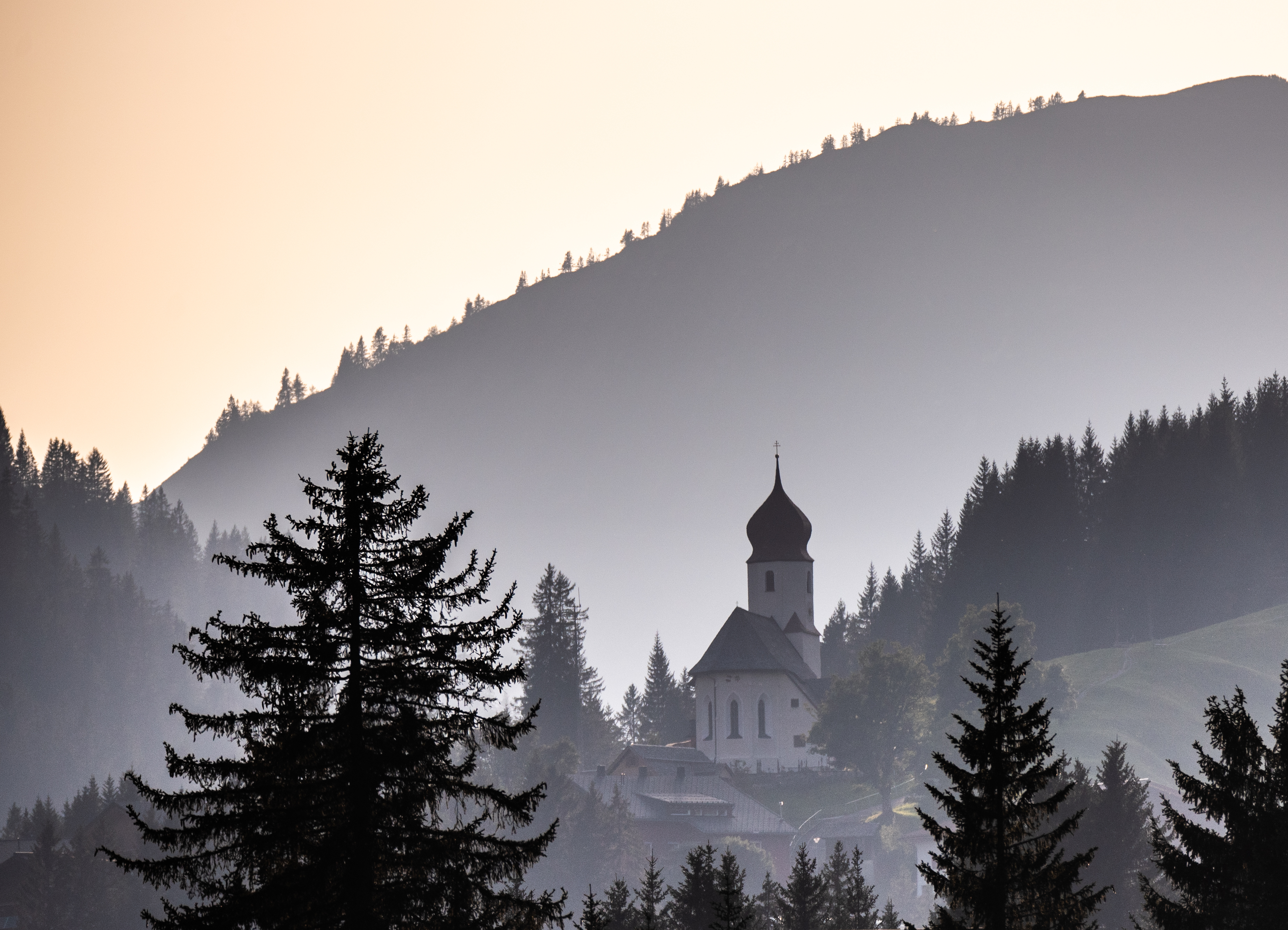
Die Pfarrkirche St. Nikolaus
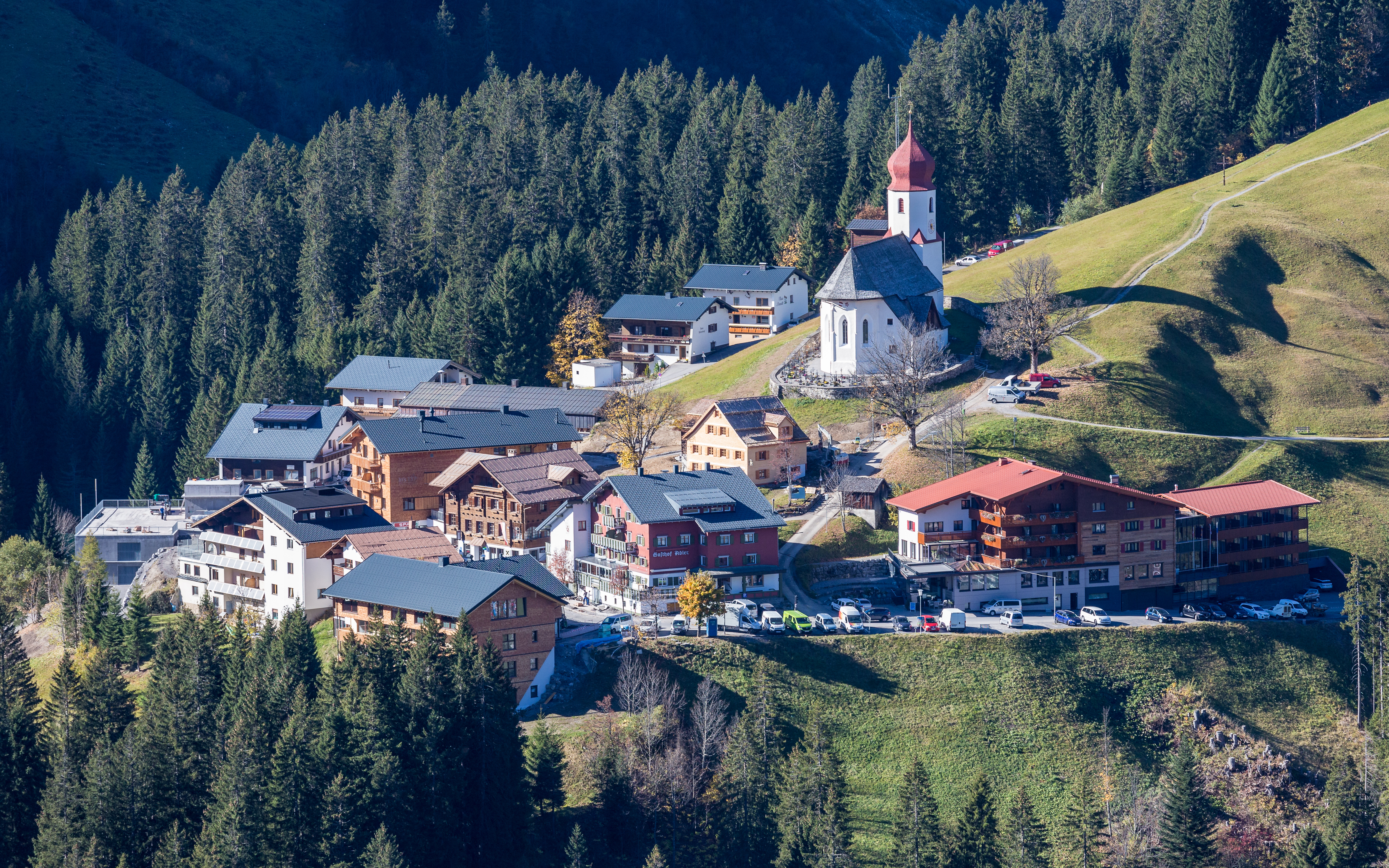
Das Ortszentrum von Damüls
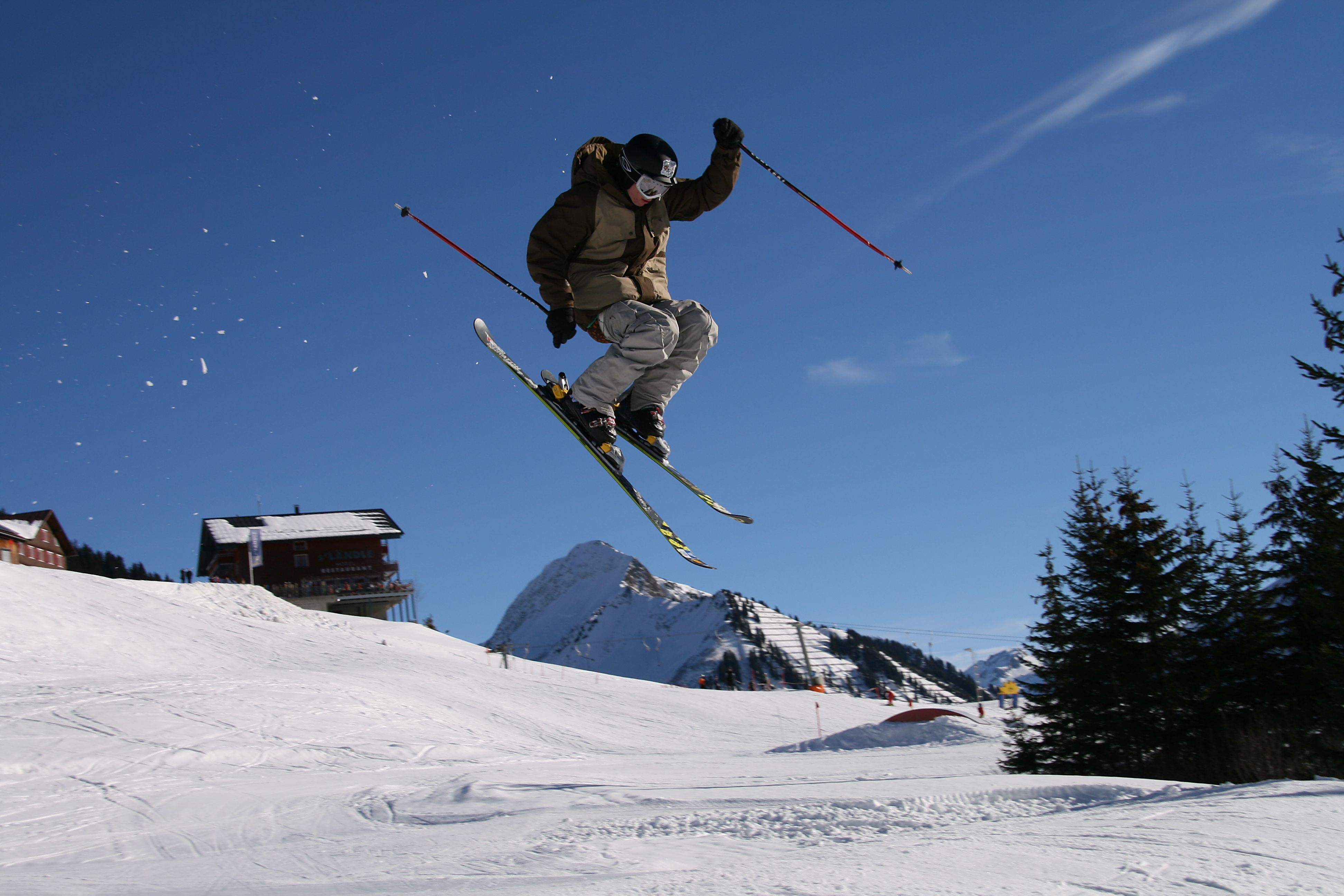
Skifahrer im Skigebiet Faschina-Damüls-Mellau
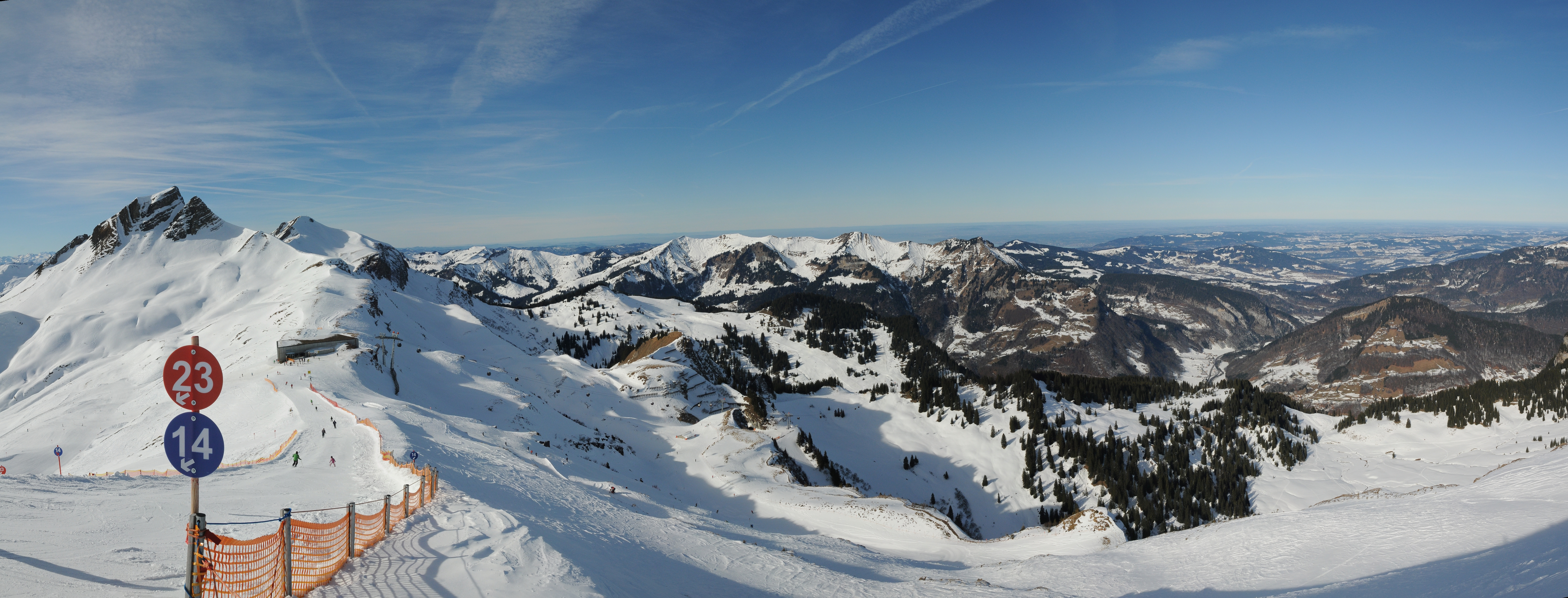
Skigebiet Damüls-Mellau (Hohe Wacht)